# Andrzej Witkowski (działacz)
Andrzej Witkowski (ur. 9 maja 1949 w Zawierciu) – polski adwokat, działacz sportów motorowych, prezes Polskiego Związku Motorowego w latach 1989–2017.

## Życiorys
Syn Jerzego i Leokadii. W 1965 roku wstąpił do ZMS, a od 1970 roku należał do PZPR. Podjął studia prawnicze na Uniwersytecie Jagiellońskim, które zakończył uzyskaniem tytułu magistra. Ukończył także studia podyplomowe na Akademii Ekonomicznej w Krakowie. W 1971 roku rozpoczął pracę w Sądzie Wojewódzkim w Krakowie. W 1975 roku został członkiem Zarządu Głównego ZMS, a także przewodniczącym Zarządu Krakowskiego ZSMP.
Pod koniec lat 70. został zatrudniony przez PZM. W 1979 roku objął stanowisko wiceprezesa ds. wychowawczych związku. W połowie lat 80. pracował także w FIM, początkowo jako członek Komitetu Prawnego; w 1986 został wiceprezesem FIM, którą to funkcję pełnił do 2002 roku i ponownie w latach 2004–2012. W latach 1996–2010 był skarbnikiem i wiceprezesem UEM.
W październiku 1988 roku został pierwszym zastępcą prezesa PZM. 1 lipca 1989 roku zastąpił Romana Pijanowskiego na stanowisku prezesa związku. Jako prezes PZM w 1992 roku utworzył spółkę PZM Holding, zajmującą się m.in. rzeczoznawstwem i pomocą drogową. Powołał także Ekstraligę Żużlową. Ponadto był inicjatorem przeniesienia w 2005 roku Rajdu Polski do bazy w Mikołajkach, co zaowocowało później wcieleniem rajdu do kalendarza rajdowych mistrzostw świata. 9 września 2017 roku zrezygnował z funkcji prezesa związku PZM i objął funkcję prezesa honorowego. Następcą Witkowskiego został Michał Sikora.
W latach 1996–2013 był przewodniczącym rady nadzorczej Kredyt Banku, a w 2007 roku został delegowany do czasowego wykonywania czynności członka zarządu banku. Był ponadto prezesem TUiR Warta. Pełnił także funkcję przewodniczącego rad nadzorczych w Vienna Insurance Group, PTE Polsat, Texaco Marketing Poland i TU Atu. Był również skarbnikiem PKOl.

## Odznaczenia
- Krzyż Oficerski Orderu Odrodzenia Polski (1999)[2]
- Krzyż Komandorski Orderu Odrodzenia Polski (2005)[2]
- Odznaka „Zasłużony Działacz Kultury Fizycznej”[2]
- Odznaka honorowa „Za zasługi dla bankowości Rzeczypospolitej Polskiej” (2010)[9]